# Canal des cent vingt toises
 (signalé en juin 2025).
Si vous disposez d'ouvrages ou d'articles de référence ou si vous connaissez des sites web de qualité traitant du thème abordé ici, merci de compléter l'article en donnant les références utiles à sa vérifiabilité et en les liant à la section « Notes et références ».
- Archive Wikiwix
- Bing
- Cairn
- DuckDuckGo
- E. Universalis
- Gallica
- Google
- G. Books
- G. News
- G. Scholar
- Persée
- Qwant
- (zh) Baidu
- (ru) Yandex
- (wd) trouver des œuvres sur Wikidata

Le Canal des cent vingt toises, également nommé canal du Rondeau, est un canal hydroélectrique partiellement enterré du sud de l’agglomération grenobloise, qui dérive l'eau du Drac depuis le barrage du Saut du Moine jusqu'au Rondeau.

## Aménagements hydroélectriques
Le canal traverse la Centrale hydroélectrique de Pont-de-Claix, puis celle de Drac Inférieur (à Échirolles) puis débouche dans le Drac à la micro-centrale du Rondeau.